# Gösta Folke
Gösta Gottfrid Folke, född 10 december 1913 i Matteus församling i Stockholm, död 14 april 2008 i Stockholm, var en svensk regissör, skådespelare och teaterchef.

## Biografi
Gösta Folke föddes av "okända föräldrar", det vill säga utan att deras namn antecknades i födelseboken. Han döptes dagen efter födseln med förnamnen Gösta Gottfrid Folke. Folke, som skulle bli hans efternamn som vuxen, var alltså ursprungligen ett förnamn.
Han växte upp i Vireda socken, nuvarande Aneby kommun, Jönköpings län, med indelte soldaten Edvard Allvin och hans fru Annie som fosterföräldrar. Gösta Folkes studiebegåvning uppmärksammades i skolan, han fick möjlighet att fortsätta vid Jönköpings läroverk och inledde sedan sin teaterbana som skådespelare vid studentteatern i Stockholm.
Han arbetade som regissör vid Malmö Stadsteater 1947–1951 och sedan som förste chef för den nystartade Upsala Stadsteater fram till 1957. Därefter frilansade han under några år, varunder han bland annat regisserade succén My Fair Lady på Oscarsteatern i Stockholm. Han återvände till Malmö stadsteater som teaterchef 1960 och kvarstod i den befattningen till 1977. Under hans chefskap bjöd teatern en bred repertoar av allt från operett till ny, samhällskritisk dramatik. Till en av de mest uppmärksammade uppsättningarna under denna tid hör Fernando Arrabels ... och de satte handklovar på blommorna i regi av Pierre Fränckel.
Vid sidan av sina ordinarie uppdrag höll Gösta Folke under inte mindre än 54 somrar i det traditionella bygdespelet Himlaspelet i Leksand, där han även medverkade som skådespelare. Han hade redan 1942 medverkat i en filmversion av detta spel, och kom med åren att själv regissera några filmer och TV-produktioner.
Folke var sedan 1947 gift med skådespelaren Agneta Prytz (1916–2008). De är begravda på Lidingö kyrkogård.

## Filmografi

### Roller
- 1942 – Himlaspelet
- 1942 – Människors rike

### Filmmanus
- 1959 – Lejon på stan

### Regi
- 1946 – Kvinnor i väntrum
- 1946 – Ödemarksprästen
- 1947 – Maria
- 1947 – Försummad av sin fru
- 1948 – På dessa skuldror
- 1949 – Människors rike
- 1949 – Stora Hoparegränd och himmelriket
- 1954 – Seger i mörker
- 1958 – Skuggan av en man (TV-film)
- 1958 – Bock i örtagård
- 1959 – Lejon på stan
- 1964 – Mollusken (TV-teater)
- 1966 – Jungfruleken
- 1968 – Monsieur Barnett (TV-film)
- 1980 – Syndabocken
- 1983 – Blomman från Hawaii

## Teater

### Regi
| År        | Produktion                                       | Upphovsmän                                                       | Teater                                   |
| --------- | ------------------------------------------------ | ---------------------------------------------------------------- | ---------------------------------------- |
| 1942      | I vår Herres hage Ze života hmyzu                | Josef Čapek och Karel Čapek                                      | Vasateatern                              |
| 1942      | Min syster Eileen My Sister Eileen               | Joseph Fields och Jerome Chodorov                                | Vasateatern                              |
| 1944      | Mans kvinna                                      | Vilhelm Moberg                                                   | Vasateatern tillsammans med Per Lindberg |
| 1947      | Lycko-Pers resa                                  | August Strindberg                                                | Malmö stadsteater                        |
| 1948      | Kalifens son                                     | Axel Strindberg                                                  | Malmö stadsteater                        |
| 1948      | Vår lilla stad Our town                          | Thornton Wilder Översättning Anders Österling                    | Malmö stadsteater                        |
| 1948      | Lycko-Pers resa                                  | August Strindberg                                                | Malmö Stadsteater                        |
| 1948      | Drömmarnas berg High Tor                         | Maxwell Anderson Översättning Einar Malm                         | Malmö Stadsteater                        |
| 1949      | Gustav Vasa                                      | August Strindberg                                                | Malmö stadsteater                        |
| 1949      | Bröllopet på Seine                               | Marcel Achard                                                    | Malmö stadsteater                        |
| 1950      | Fabian öppnar portarna                           | Walentin Chorell                                                 | Malmö stadsteater                        |
| 1950      | Brända tomten                                    | August Strindberg                                                | Malmö stadsteater                        |
| 1950      | Lunchrasten                                      | Herbert Grevenius                                                | Malmö stadsteater                        |
| 1950      | Edward, min son Edward, My Son                   | Robert Morley och Noel Langley                                   | Riksteatern                              |
| 1958      | Gäst i gryningen La Dama del Alba                | Alejandro Casona Översättning Karin Alin                         | Norrköping-Linköping stadsteater         |
| 1958      | Clérambard                                       | Marcel Aymé Översättning Bengt Anderberg                         | Norrköping-Linköping stadsteater         |
| 1959-1962 | Arnljot                                          | Wilhelm Peterson-Berger                                          | Arnljotspelen                            |
| 1959      | Oscar                                            | Claude Magnier Översättning Claes Hoogland                       | Folkparksturné/ Lilla Teatern            |
| 1960      | Primadonna Adorable Julia                        | Marc-Gilbert Sauvajon Översättning Lennart Lagerwall             | Lilla Teatern                            |
| 1961      | Cembalo                                          | Karl Ragnar Gierow                                               | Malmö stadsteater                        |
| 1962      | Tolvskillingsoperan Die Dreigroschen Oper        | Bertolt Brecht och Kurt Weill Översättning Curt Berg             | Malmö stadsteater                        |
| 1963      | Stormen The Tempest                              | William Shakespeare Översättning Allan Bergstrand                | Malmö stadsteater                        |
| 1966      | Aldrig i livet Busy Body                         | Jack Popplewell                                                  | Malmö stadsteater                        |
| 1966      | Gustav III                                       | August Strindberg                                                | Malmö stadsteater                        |
| 1968      | Hadrianus VII                                    | Peter Luke efter Frederick Rolfes roman                          | Malmö stadsteater                        |
| 1972      | Carl XII                                         | August Strindberg                                                | Malmö stadsteater                        |
| 1974      | Lördag, söndag, måndag Sabato, domenica e lunedi | Eduardo De Filippo Översättning Stig Ahlgren                     | Malmö stadsteater                        |
| 1982      | Blomman från Hawaii Die Blume von Hawaii         | Paul Abraham, Alfred Grünwald, Fritz Löhner-Beda och Imre Földes | Fredriksdalsteatern                      |